# Los Intrépidos
Los Intrépidos est un groupe équatorien de pop rock, originaire de Guayaquil.

## Histoire
Le groupe est formé en 1991,, et joue dans des bars et discothèques de Guayaquil. En 1992, ils enregistrent leur premier single, Mercedes. En 1993, ils effectuent leur première tournée nationale et sortent leur premier album homonyme, Los Intrépidos, en 1994. À la suite de leur succès en 1995, leurs chansons Playa azul et No te lo creo narizón sont élues chansons de l'année dans les genres romantique et pop, respectivement, au niveau national. No te lo creo narizón devient la chanson thème d'un programme télévisé populaire diffusé sur TC Televisión et d'une campagne publicitaire pour les magasins Mi Comisariato. En 1996, ils effectuent leur deuxième tournée nationale et leur album est certifié disque d'or pour plus de 40 000 exemplaires vendus en Équateur. L'album Los Intrépidos est publié en Argentine par EMI Odeón.
En 2019, le concert Flashback 593 réunit des artistes équatoriens, évoquant les années 1980 et 1990 de la musique nationale et internationale. Environ 5 000 spectateurs assistent aux tubes rétro de Gerardo Mejía, AU-D, Los Intrépidos, Tranzas et les reprises d'Emotion Band, le producteur Javier Cueva décide d'amener Flashback 593 à Quito. À cette occasion, l'un des groupes les plus appréciés du public de la capitale, TercerMundo, est ajouté à la scène. Cette nouvelle édition de Flashback 593 est inaugurée à l'Explanada de Espectáculos Riocentro El Dorado,.

## Discographie
- 1992 : Mercedes (single)
- 1994 : Los intrépidos
- 1998 : Plato fuerte
- 2001 : El calentado (hits 1992-2001)
- 2003 : Soltero
- 2005 : Intoxicado (single)
- 2008 : Por tu Culpa (single)
- 2009 : 4 sirenas (single)
- 2016 : Los Pepos
- 2019 : En esta vida (single).